# Bracon bipustulatus
Bracon bipustulatus är en stekelart som beskrevs av Szepligeti 1913. Bracon bipustulatus ingår i släktet Bracon och familjen bracksteklar. Inga underarter finns listade.